# Islas del Atlántico Sur megye
Az Islas del Atlántico Sur nevű megyét, amely az Atlanti-óceán déli részén foglal magába több szigetet, Argentína saját megyéjének tekinti, de ugyanígy a sajátjának tekinti Nagy-Britannia is. Argentína csak az Orcadas kutatóállomáson tudja érvényesíteni fennhatóságát.

## Földrajz
A megyéhez tartoznak a Falkland-szigetek és a Déli-Georgia és Déli-Sandwich-szigetek nevű csoport is.